# Lasse Bödefeld
Lasse Bödefeld (* 2. Januar 1999 in Hann. Münden) ist ein deutscher Eishockeyspieler.

## Werdegang
Der Flügelstürmer Lasse Bödefeld spielte für die Eishockey Jugend Kassel zunächst in der Schüler-Bundesliga, später in der Jugend-Bundesliga und der DNL 2. Sein erfolgreichstes Jahr war die Saison 2018/19, wo Bödefeld in 26 Spielen 46 Tore erzielte. Von 2017 bis 2019 spielte Bödefeld mit einer Förderlizenz für den Oberligisten Harzer Falken. Darüber hinaus kam er in der Saison 2018/19 zu 14 Einsätzen für die Kassel Huskies in der DEL2, in denen er jedoch ohne Torerfolg blieb.
In der Saison 2019/20 spielte Bödefeld in der Oberliga Nord für die Füchse Duisburg, die nach der Insolvenz der Harzer Falken zum neuen Kooperationspartner der Kassel Huskies wurden. Am Ende der Saison 2019/20 zogen sich die Füchse freiwillig in die Regionalliga West zurück und Bödefeld wechselte zum Oberliga-Aufsteiger Herforder EV.